# Hexatoma masakii
Hexatoma masakii är en tvåvingeart som beskrevs av Alexander 1934. Hexatoma masakii ingår i släktet Hexatoma och familjen småharkrankar.
Artens utbredningsområde är Nordkorea. Inga underarter finns listade i Catalogue of Life.